# 莲峰书院
莲峰书院，是位于中国广东省佛山市禅城区石湾江湾路的一座古建筑，在大雾岗脚下，紧靠着丰宁寺。1998年4月30日选为市级文物保护单位。
莲峰书院最早于清康熙五十七年(1718）由知县宋玮偕大江、大富、魁岗、深村、榕州、张槎、土炉七堡乡绅捐建。乾隆已卯年（1759）重修，嘉庆乙亥（1815）增建奎星楼。清同治、民国初年重修。原为七堡会课之地，后又成为七堡乡绅议事的所在，光绪十年（1884) 设七堡团练总局，成为石湾镇的政军、经济、文化中心。
书院南北长53.74米，东西宽11.95米至12.14米，建筑总面积约644.88平方米。由山门、拜亭、正殿及奎星楼组成。只有山门、拜亭为清代遗存，其余为复建。山门筑在1.1米平台上，面阔三间，面阔11米进深7.08米，石檐柱，檐廊三架梁，雀替镂饰卷草木雕。梁架用瓜柱承托，人字形山墙。拜亭高于小院0.75米，为琉璃瓦卷棚方亭，方石柱，钢筋水泥梁架结构。